# Tuzla (kanton)
Tuzla is een van de tien kantons van de Federatie van Bosnië en Herzegovina in Bosnië en Herzegovina, vernoemd naar het bestuurscentrum Tuzla.
De oppervlakte van het kanton is 2.908 km². In het gebied wonen meer dan 600.000 mensen, waarvan 90% Bosniakken. Zij leven verdeeld over dertien gemeenten: Banovići, Čelić, Doboj Istok, Gračanica, Gradačac, Kalesija, Kladanj, Lukavac, Sapna, Srebrenik, Teočak, Tuzla en Živinice.

## Volkstelling van 2013
Volgens de volkstelling van 2013 wonen er zo'n 445.028 inwoners in het kanton Tuzla.

#### Religie
De islam is de grootste religie in het kanton Tuzla. Ruim 400.000 inwoners zijn islamitisch, hetgeen zo'n 90 procent van de totale bevolking is. Minderheden zijn lid van de Katholieke Kerk (23.542 inwoners) of van de Servisch-orthodoxe Kerk (7.396 inwoners).